# フレッド・カップス

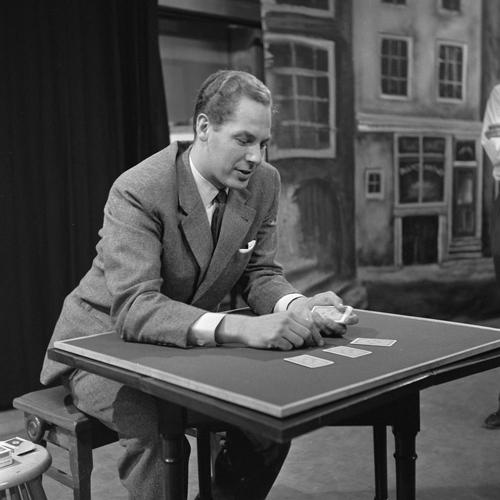
フレッド・カップス (1959)

フレッド・カップス（Fred Kaps、1926年6月8日 - 1980年7月22日）は、オランダ生まれの奇術師。「最高の奇術師」と呼ぶ者もいる。
至近距離で演じるクロースアップ・マジックから、サロンマジック、さらにはステージマジックでも活躍、特にスライハンドマジックを得意としていた。FISMという、マジック界最大級のコンテストで1950年から1961年まで3大会連続でグランプリを受賞している。
カップスの演じる奇術は、全て無駄な部分が取り去られている。そして、奇術師本人も現象に驚くというスタイルは、観客に好印象を与えていた。方法論については「古典を磨く」という印象が強い。その他にも、「効果が最も大切で、手段はその次」などの名言を残した。
技術的な素晴らしさ以上に、立ち居振る舞いといった人間性が評価されており、20世紀を代表する奇術師のひとりである。
日本へは、1976年と1979年に来ている。